# Пікова дама (фільм, 1960)
«Пікова дама» (рос. «Пиковая дама») — радянський повнометражний кольоровий художній фільм-опера, поставлений на Кіностудії «Ленфільм» в 1960 році режисером Романом Тихомировим по однойменній опері Петра Ілліча Чайковського.
Прем'єра фільму в СРСР відбулася 27 жовтня 1960 року.

## Зміст
Фільм-опера за однойменною повістю Пушкіна. Головний герой, Герман, дізнається про секрет старої княгині — вона знає комбінацію для виграшу в карти. Він спокушає її молоду вихованку Лізу, а потім погрожує самій княгині. Княгиня помирає через серцевий напад під час його погроз. Однак потім являється уві сні і повідомляє заповітні карти.

## Ролі
- Олег Стриженов — Герман (співає — Зураб Анджапарідзе)
- Ольга Красіна — Ліза (співає — Тамара Мілашкіна)
- Олена Полевицька — Графиня (співає — Софія Преображенська)
- Валентин Кулик — Єлецький (співає — Євген Кібкало)
- Вадим Медведєв — Томський (співає — Віктор Нечіпайло)
- Ірина Губанова-Гурзо — Поліна (співає — Лариса Авдієва)
- А. Густавсон — друг Германа (співає — В. Володін)
- І. Дарьялов (співає — В. Киріаков)
- Володимир Косарєв (співає — Марк Решетін)
- Андрій Олеванов — друг Германа (співає —  Віталій Власов)
- Дмитро Радлов (співає — Георгій Шульпин)
- Юрій Соловов (співає — Леонід Маслов)
- Володимир Цітта — епізод (співає — Валерій Ярославцев)

## Знімальна група
- Автори сценарію — Георгій Васильєв, Сергій Васильєв, Павло Вейсбрем, Роман Тихомиров, Борис Ярустовський
- Режисер-постановник — Роман Тихомиров
- Головний оператор — Євген Шапіро
- Оператор — Ніссон Шифрін
- Головний художник — Ігор Вускович
- Художники:
  - по костюмах — Євгенія Словцова
  - по гриму — Василь Горюнов
  - по комбінованим зйомок — Михайло Кроткін
- Звукооператор — Григорій Ельберт
- Редактор — Н. Русанова
- Монтажер — Раїса Ізаксон
- Музичний консультант — Анатолій Дмитрієв
- Консультант з побуті — А. Войтов
- Редактор — Ісаак Гликман
- Оркестр і хор Великого театру Союзу СРСР
  - Диригент — Євген Светланов
- Хормейстер — Олександр Рибнов
- Директор картини — Михайло Шостак

## Нагороди
- 1960 — I Міжнародний технічний конкурс фільмів в рамках III Конгресу УНІАТЕК в Празі (Чехословаччина): Диплом